# Distretto di Magude
Il distretto di Magude è un distretto del Mozambico, facente parte della Provincia di Maputo.

## Suddivisioni amministrative
Il distretto è suddiviso in cinque sottodistretti amministrativi (posti amministrativi):
- Magude
- Mapulanguene
- Mahela
- Motaze
- Panjane